# Deinopis subrufa
Deinopis subrufa (també anomenada el rufous net-casting spider) és una espècie d'aranyes de la família del dinòpids (Deinopidae) que llancen xarxes de teranyina. Viuen a Tasmània i Austràlia oriental. És un caçador nocturn, té una excel·lent vista, i caça utilitzant una xarxa de seda per capturar la seva presa. S'alimenten d'una gran varietat d'insectes: formigues, escarabats, grills i altres aranyes. Poden variar de color fins a un marró xocolata. Les femelles són aproximadament d'uns 25mm de longitud, i els mascles d'aproximadament 22mm.
No són perilloses per als éssers humans. Aquesta espècie sovint es troba damunt branques en boscos o en superfícies planes, com en els exteriors de les cases. El nom genèric deriva del grec deinos ("temorós") i opis ("aspecte"). El nom d'espècie subrufa és llatí i significa "lleugerament vermellós".

## Aparellament
Els mascles normalment fan la darrera muda i llavors buscar una femella adequada per aparellar-se. Descansen en les vores exteriors de la teranyina de la femella i suaument mouen la teranyina per mostrar que estan interessats en la relació. Una vegada ha copulat, el mascle mor. La femella construeix un sac globular d'ous, aproximadament de 10-12mm de diàmetre. Generalment és d'un color marró lleuger o color de cervatell amb senyals negres i conté uns 100-200 ous. Generalment l'amaguen i el protegeixen amb una fulla. La femella, després, normalment abandona el sac. Unes 3 setmanes després, surten les cries que es mengen el sac dels ous com a nutrients.

## Galeria

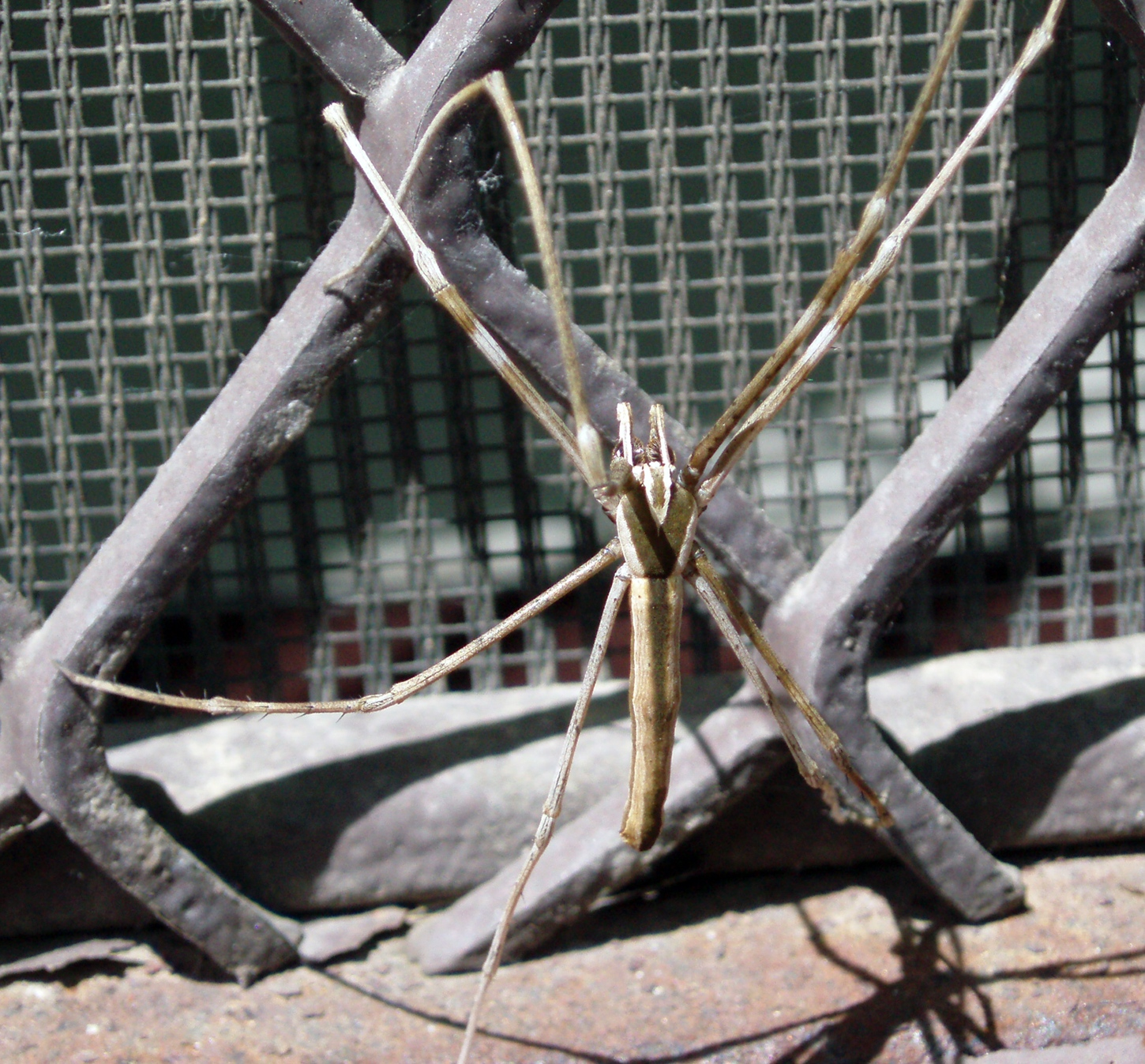
Els mascles són ratllats.
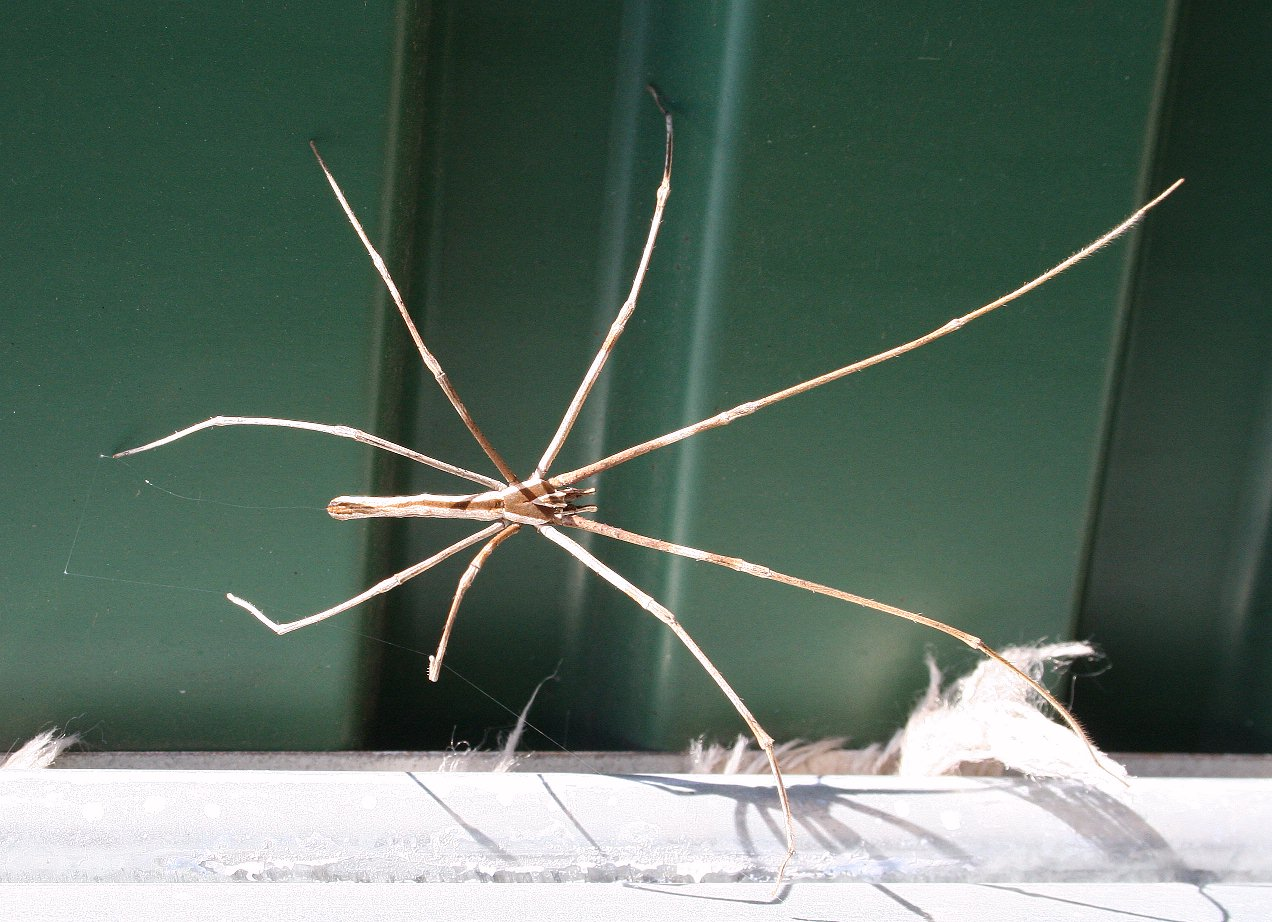
Deinopis subrufa
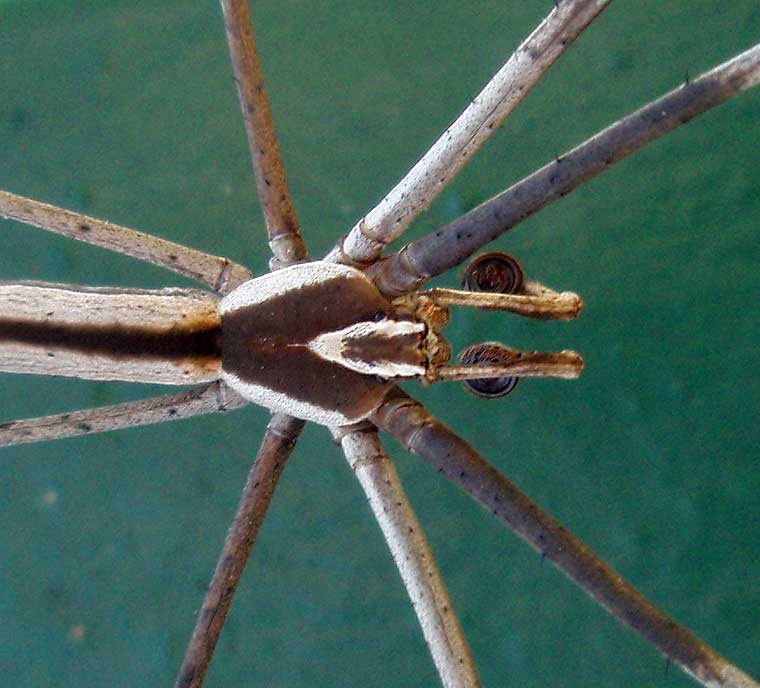
Deinopis subrufa, detall morfològic